# Отрешко-Арський Микола
Микола Отрешко-Арський (20 лютого 1900, м. Запоріжжя, Російська імперія — 29 липня 1986, Чикаго, США) — український військовий та громадський діяч, полковник Армії УНР. Учасник Першого Зимового походу, голова Управи Спілки колишніх вояків-українців у США (1970–1980), голова Братства Залізних, член Товариства Подолян при українській вільній академії наук у США. Лицар Залізного хреста УНР та  Воєнного хреста УНР.

## Життєпис
Микола Отрешко-Арський народився 20 лютого 1900 року у м. Запоріжжя. 1918 року навчався у технічній школі в Кам'янці-Подільському. 4 листопада 1918 року добровольцем вступив до 60-го пішого дієвого полку імені Я. Кармелюка військ Директорії. У лютому 1919 року був поранений. Потім служив у Лубенському кінному полку однорічником, з вересня 1919 — юнак Житомирської юнацької школи. Микола Отрешко-Арський закінчив у 1919 році Спільну Юнацьку школу Армії УНР в званні хорунжого. 
Після закінчення Спільної Юнацької школи — хорунжий 1-го кінного полку Чорних запорожців Петра Дяченка Армії УНР.
Микола Отрешко-Арський служив у 1-й сотні 1-го кінного полку ім. Максима Залізняка, 3-й Залізній дивізії Армії УНР. Брав участь Першому Зимовому поході Армії УНР.
Під час німецько-радянської війни Микола Отрешко-Арський співпрацював з абвером, мав агентурний псевдонім «Мартинов», очолюючи розвідувально-резидентурську область «С» Зондерштабу «Р» із центром у Чернігові. Агенти Отрешко-Арського діяли в північних районах України, на півдні Білорусі та в Орловській області Росії. Основне завдання діяльності полягала у боротьбі з радянською агентурою та підпіллям. 
У 1943—1944 роках служив у 14-й гренадерській дивізії Ваффен СС «Галичина».
З 1950 року на еміграції у США. Був активним українським громадським діячем, фінансово допомагав багатьом українським виданням, автор спогадів про Житомирську та Спільну юнацькі школи у нью-йоркському часописі «Тризуб». 
У 1970—1980 роки був головою Управи Спілки колишніх вояків-українців у США. 
Микола Отрешко-Арський помер 29 липня 1986 році в Чикаго, США. Похований на Цвинтар святого Андрія у Баунд-Бруці.

## Доробок
- Отрешко-Арський М. «Воєнні школи Дієвої армії УНР» // Тризуб. — 1973. — Ч. 71. — С. 9—18.
- Отрешко-Арський М. «Спогад про Спільну військову школу» // Тризуб. — Нью-Йорк. — Ч. 1966.   Ч. 40. — С. 11—14.
- Отрешко-Арський М. «Мої спомини про Спільну юнацьку школу Армії УНР» // Тризуб. — ч. 571. — Париж, 1937.